# Mann von St. Bees
Mann von St. Bees ist der Notname der ehemals gut erhaltene Mumie eines im Mittelalter in der Abtei von St. Bees in der nordenglischen Grafschaft Cumbria bestatteten Mannes, die 1981 entdeckt wurde. Seine Identität wurde später als die des 1368 verstorbenen Anthony de Lucy, 3. Baron Lucy, festgelegt, der wahrscheinlich auf einem Kreuzzug in Kaunas, im heutigen Litauen gefallen war.

## Entdeckung

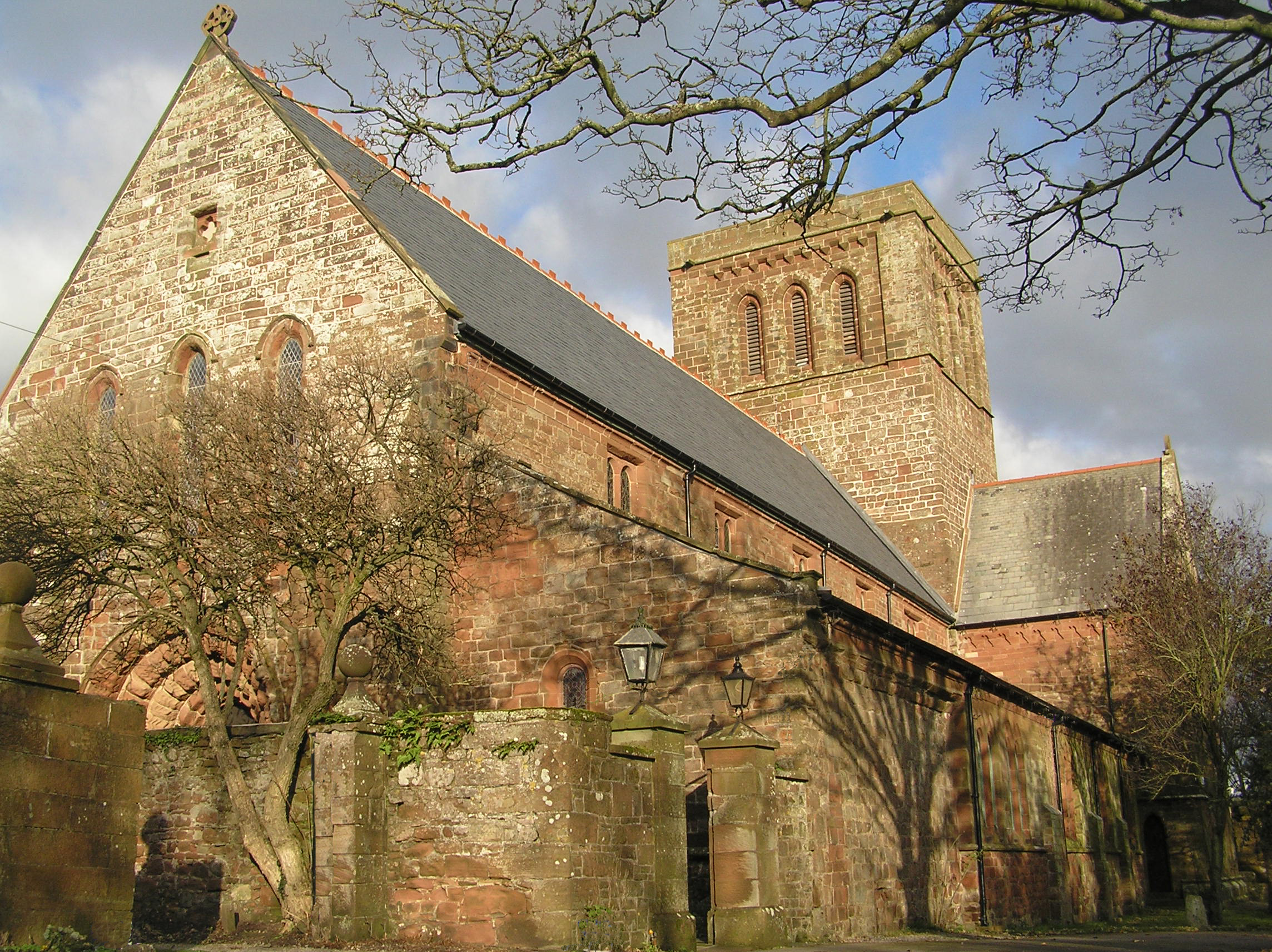
Abtei St. Bees aus Südwesten gesehen.

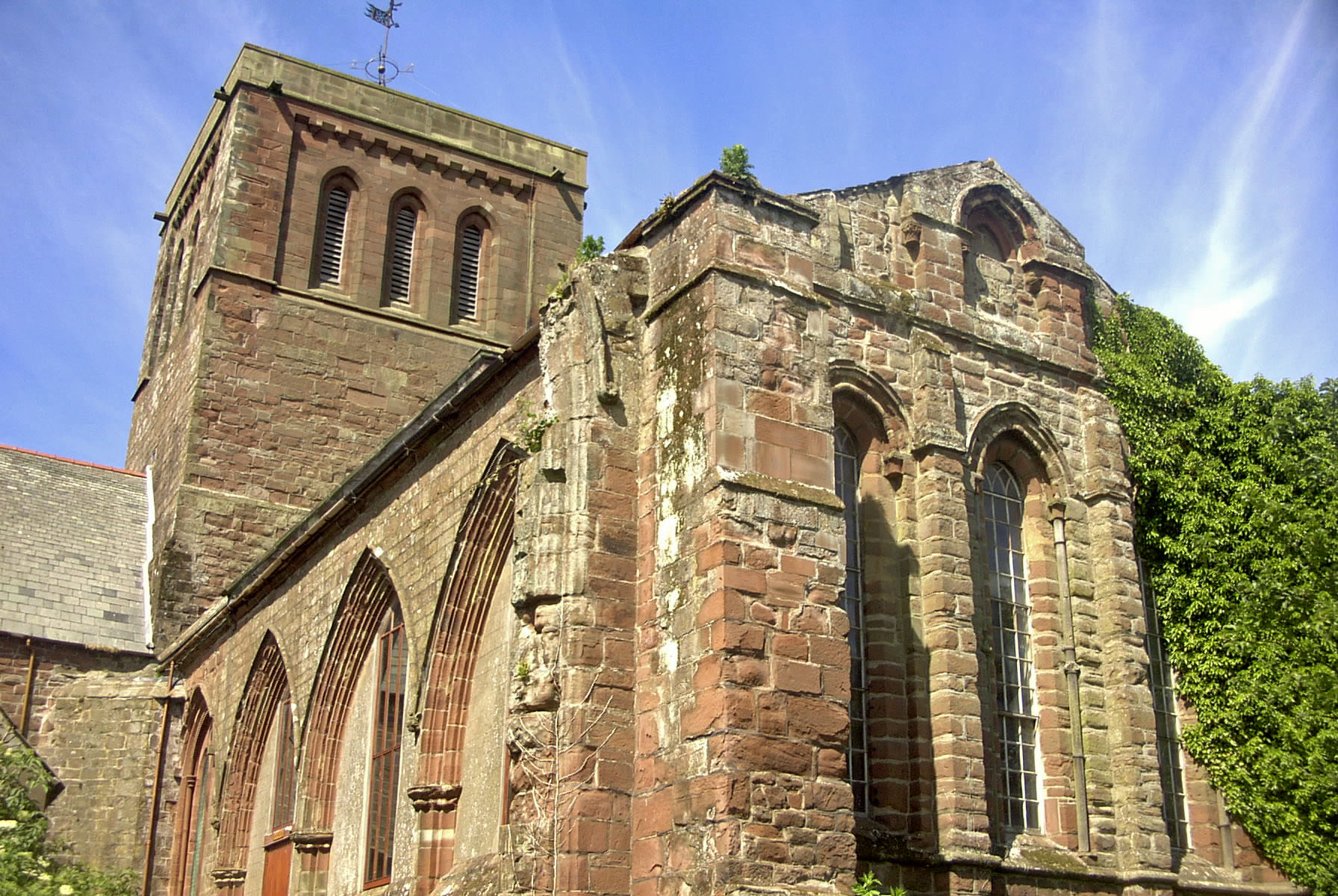
Der Chor des Klosters aus dem späten 12. Jahrhundert, links die Ruine des östlichen Endes des Chorschiffs

Der Mann von St. Bees wurde bei archäologischen Ausgrabungen durch die Universität Leicester in der Abtei St. Bees entdeckt. Bei den Grabungen von 1981 sollten zwei Bereiche am westlichen Ende des Chorschiffes genauer untersucht werden. Der Chor wurde um 1300 im dekorierten Stil erbaut und soll bereits vor der Auflösung der Abtei im Jahr 1539 aufgrund baulicher Mängel durch unzureichende Fundamente verfallen sein.
Die Leiche wurde in einem mit Blei ausgeschlagenen Holzsarg aufgefunden. Obwohl das Bleiblech am Fußende beschädigt war, befand sich der Körper in einem bemerkenswert guten Erhaltungszustand. Der Tote war in zwei mit Bienenwachs beschichtete Leichentücher gehüllt, die jetzt in der Abtei ausgestellt werden. Da die Identität des Toten unbekannt war, wurde er behelfsmäßig als St Bees Man (deutsch Mann von St. Bees) bezeichnet.
Der Sarg und Inhalt wurden in der folgenden Woche forensisch untersucht. Es wurde berichtet, dass die Haut des Körpers unmittelbar nach der Exhumierung noch rosa war und die Augen eine gut erkennbare Iris aufwiesen. Die Autopsie des Körpers ergab, dass der Mann höchstwahrscheinlich an einem Hämatothorax, also einer Verletzung von Herz oder Lunge durch gebrochene Rippen gestorben war, die er nach einem heftigen Schlag auf den Torso erlitten hatte. Obwohl der Körper etwa 600 Jahre alt war, waren Nägel sowie Haut- und Bauchinhalte in nahezu perfektem Zustand erhalten. Das Bleiblech des Sarges isolierte den Körper vor Feuchtigkeit, während die Bienenwachsbeschichtung des Leichentuchs den Körper vor Luft abschloss und ihn so natürlich konservierte.

## Identität

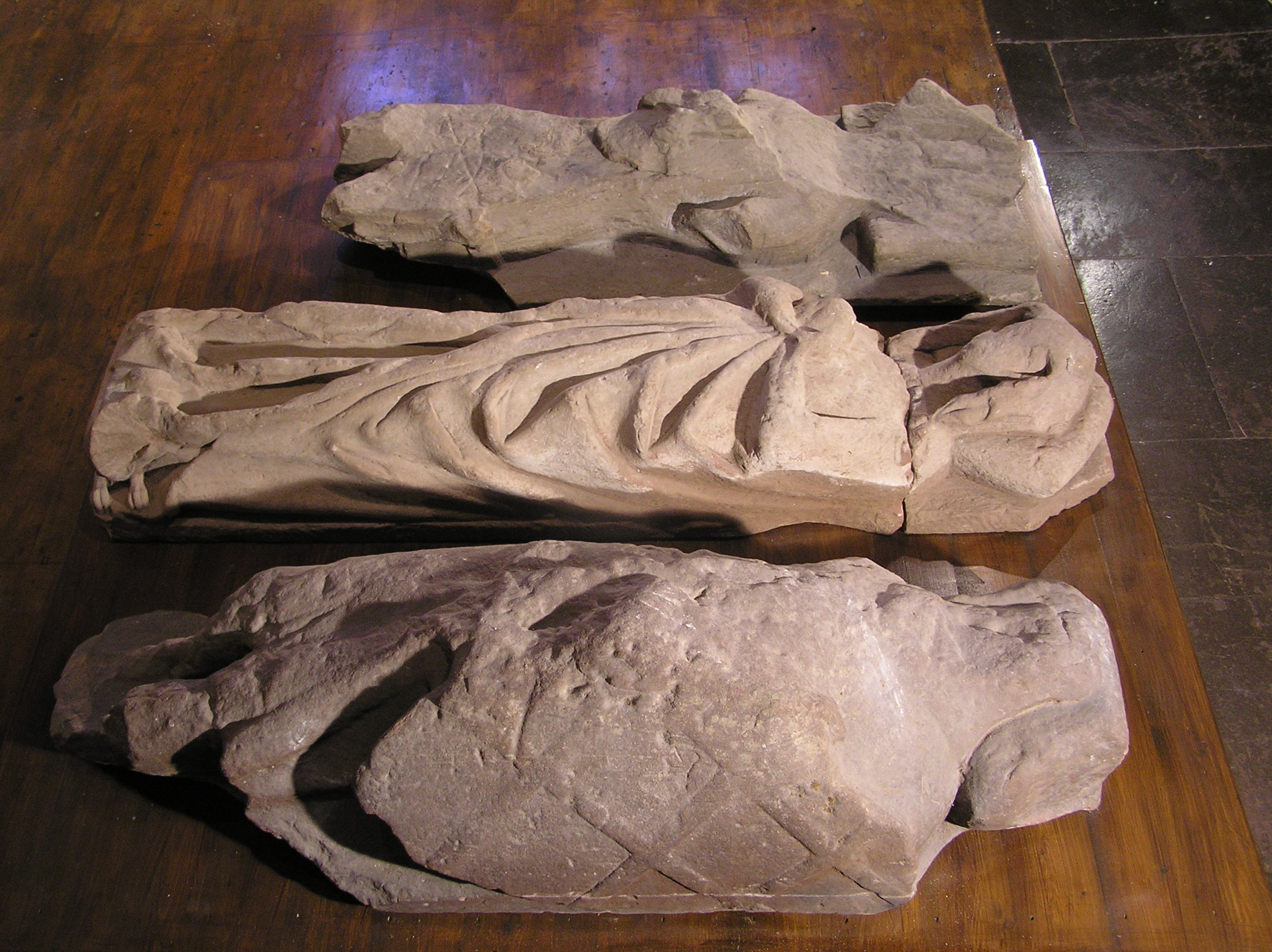
Drei Steinskulpturen. Die obere ist vermutlich Anthony de Lucy, die mittlere Maud de Lucy.

Die Identität des Mannes von St. Bees gilt heute als relativ sicher als die von Anthony de Lucy, der um 1332/1333 geboren und wahrscheinlich 1368 getötet wurde. Er war ein englischer Baron, der für die Deutschordensritter in den Litauerkriegen kämpfte. Die Identifizierung ergab sich 2010, als das Skelett der im gleichen Grab bestatteten Frau mit modernsten Methoden untersucht wurde. Die Überreste des Mannes von St. Bees standen seit 1981 nicht mehr zur Verfügung, da seine sterblichen Überreste bestattet wurden und mittlerweile vergangen sind. Die bauhistorische Untersuchung der Gruft ergab, dass sie nach der Bestattung des Mannes vergrößert wurde, um die Leiche seiner 1398 verstorbenen Schwester Maud de Lucy aufzunehmen. Anthony de Lucy wurde höchstwahrscheinlich vom Lord Marschall von England Thomas de Beauchamp, 11. Earl of Warwick, der ihn 1366 zum Joint Warden of the Western Marches of Scotland berufen hatte, auf den Kreuzzug in Litauen beordert, nachdem Lucy mit Raubzügen an der englisch-schottischen Grenze für Ärger sorgte. Lord Warwick, der selbst zuvor auf dem Kreuzzug in Litauen gewesen war, sah hierin einen geeigneten Weg, die überschüssigen Energien Lucys zu binden und von der englisch-schottischen Grenze abzuleiten. Lucy wurde von drei Söhnen Warwicks auf dem Kreuzzug begleitet.
Dies wird durch einen Brief von John de Moulton, Gutsherr von Frampton, an seine Frau aus dem Jahr 1367 bestätigt: „Anthony de Lucy und ich und unsere gesamte Gesellschaft machen uns auf den Weg nach Spruz [das heutige Preußen] … zusammen mit meinem Begleiter Richard de Welby“. Es scheint, dass auch John de Moulton in Kaunas fiel, ebenso wie der Norfolker Ritter Sir Roger Felbrigg. Die Familien der Moultons und Lucy pflegten lange und enge Beziehungen.
Nach dem Tod Anthonys, des letzten männlichen Nachkommen der Linie der Lucys, ging das Erbe an Maud über. Maud erbte auch nach dem Tod ihres ersten Mannes Gilbert de Umfraville, 9. Earl of Angus, im Jahr 1381 bedeutende Güter, und wahrscheinlich in dem Bestreben, sich politisch mit der Familie Percy zu verbünden, heiratete sie in zweiter Ehe Henry Percy, 1. Earl of Northumberland, der dadurch die Rechte an Gilberts Land erwarb.

Das gevierte Wappen der Familien Lucy und Percy

Mauds Verbindung zu St. Bees wird durch einen Stein im Glockenturm des Priorats belegt, der das gevierte Wappen der Familien de Lucy und Percy trägt. Maud bestand auf dieser Vierung als Teil des Ehevertrags, wahrscheinlich um das Wappen der de Lucy zu erhalten.

## Ausstellung
In der Abtei ist eine umfangreiche Geschichtsausstellung eingerichtet, in der auch das Leichentuch Anthony de Lucys ausgestellt ist. Außerdem sind Steinskulpturen ausgestellt, die möglicherweise Maud und Anthony zeigen.

## Rezeption
Das Schicksal des Mannes von St. Bees wurde 2018 in der ARD/phoenix-TV-Dokumentation Mysterien des Mittelalters in der Folge Der Ritter von St. Bees thematisiert.